# Georgia Douglas Johnson
Georgia Blanche Douglas Camp Johnson, meistens Georgia Douglas Johnson genannt (10. September 1877 (nach anderen Angaben meist 1886) in Atlanta – 14. Mai 1966 in Washington, D.C.), war eine US-amerikanische Dichterin und Komponistin. Sie war eine der ersten weiblichen afroamerikanischen Dramatiker, führte vierzig Jahre lang einen Literarischen Salon und wird der Gruppe Harlem Renaissance zugerechnet.
Von 1926 bis 1932 verfasste sie eine wöchentliche Kolumne namens Homely Philosophy, die als syndicated Kolumne in mehreren Zeitung publiziert wurde.

## Lebenslauf
Johnson war die Tochter von Laura Douglas und George Camp. Es bestehen sowohl Diskrepanzen betreffs des Geburtsjahres, die von 1877 bis 1887 reichen, als auch betreffs des Geburtsortes, Marietta oder Atlanta. In einzelnen Quellen wird auch der Mädchenname ihrer Mutter als Jackson angeführt. Ihre Mutter hatte Vorfahren aus den Bevölkerungsgruppen der African Americans und der Native Americans, ihr Vater stammte von Afroamerikanern und englischen Einwanderern ab. Daher erklärt sich auch ihre relativ helle Hautfarbe.
Den Großteil ihrer Kindheit verbrachte sie in Rome in Georgia. Sie ging dort und in Atlanta zur Schule und zeichnete sich durch besondere Leistungen in Lesen, Rezitation und Sport aus. Im Selbststudium brachte sie sich das Geigenspiel bei, welches zu lebenslanger Begeisterung für Musik führte und sie später Gesänge schreiben ließ sowie den musikalischen Teil ihrer Theaterstücke prägte. Johnson absolvierte 1896 die Normal School der Atlanta University und unterrichtete danach in Marietta. Sie unterbrach ihre Lehrtätigkeit im Jahr 1902, um am Oberlin Conservatory of Music in Ohio Musik zu studieren, kehrte dann aber als stellvertretende Leiterin einer öffentlichen Schule nach Atlanta zurück.
Am 28. September 1903 heiratete sie Henry Lincoln Johnson, einen Rechtsanwalt aus Atlanta und Mitglied der Republikanischen Partei. Das Paar hatte zwei Söhne: Henry Lincoln Johnson, Jr., und Peter Douglas Johnson (verstorben 1957). Im Jahr 1910 wurde Johnsons Ehemann zum Archivar des Präsidenten der Vereinigten Staaten William Howard Taft ernannt, und die Familie übersiedelte nach Washington, D.C. Douglas Johnson betonte später, dass ihr Ehemann ihren literarischen Ambitionen gegenüber nicht sehr aufgeschlossen war. Er hätte sie gerne ausschließlich im Haushalt gesehen. Trotzdem sandte sie ihre Gedichte an verschiedene Zeitungen und Magazine, veröffentlichte 1905 ein erstes Gedicht im Magazin The Voice of the Negro und 1916 einen ersten Gedichtband. Und obwohl ihr Ehemann ihre literarischen Aktivitäten kritisierte, widmete sie ihm zwei Gedichte: The Heart of a Woman (1916) und Bronze (1922). 
Ihr Ehemann verstarb 1925, und sie musste sich fortan allein um die beiden Söhne kümmern, die damals noch Teenager waren. Nun musste sie mit einer Reihe von vorübergehenden Beschäftigungen die Familie erhalten. Schließlich wurde sie jedoch – in Anerkennung für die Loyalität ihres Ehemanns und dessen Verdienste um die Republikanische Partei – von Präsident Calvin Coolidge zum Commissioner of Conciliation im Arbeitsministerium ernannt. Sie verbrachte ihr gesamtes weiteres Leben in der Hauptstadt Washington.

## Werk

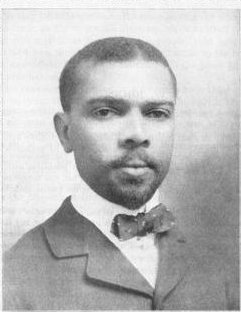
James W. Johnson

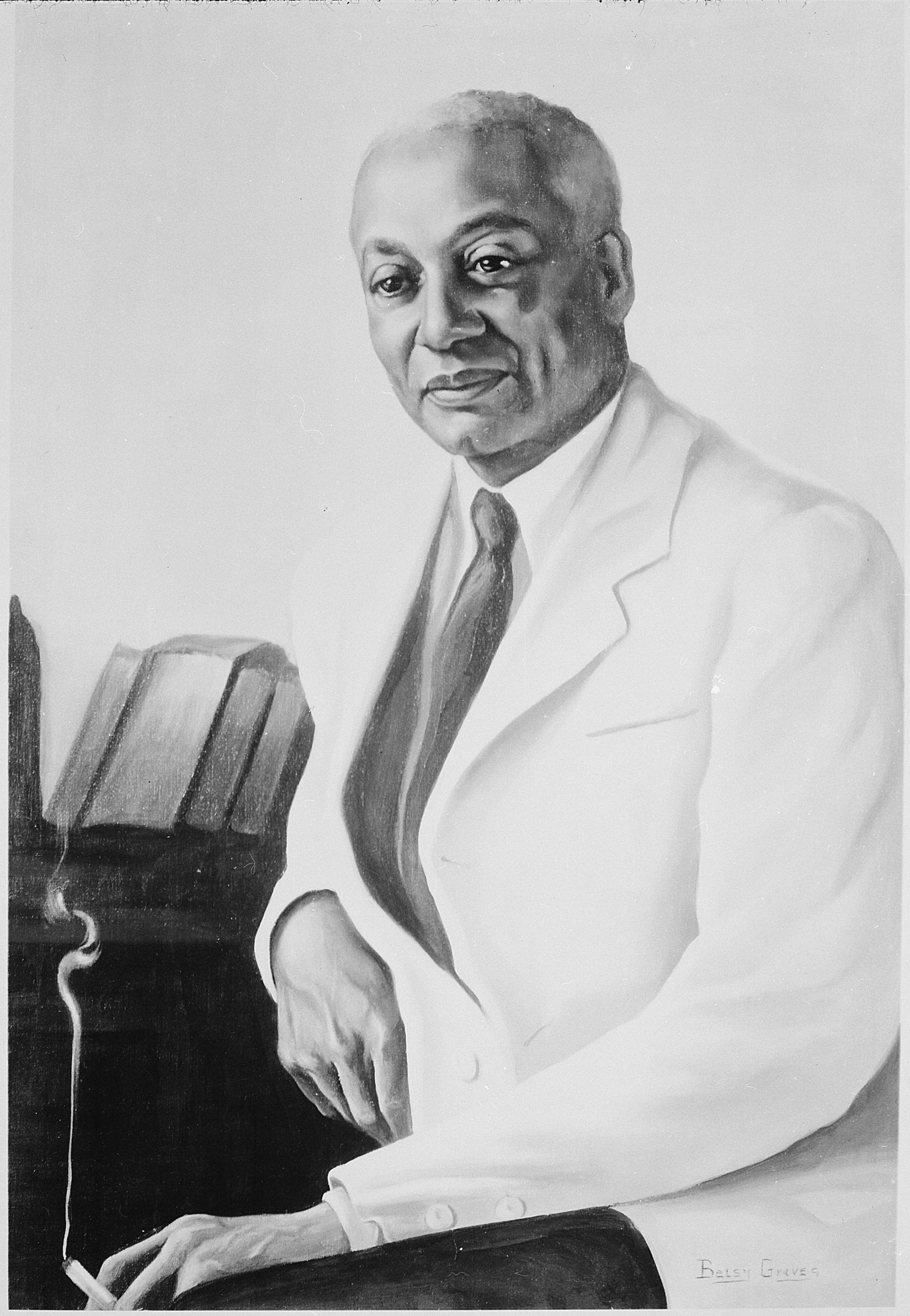
Alain Locke

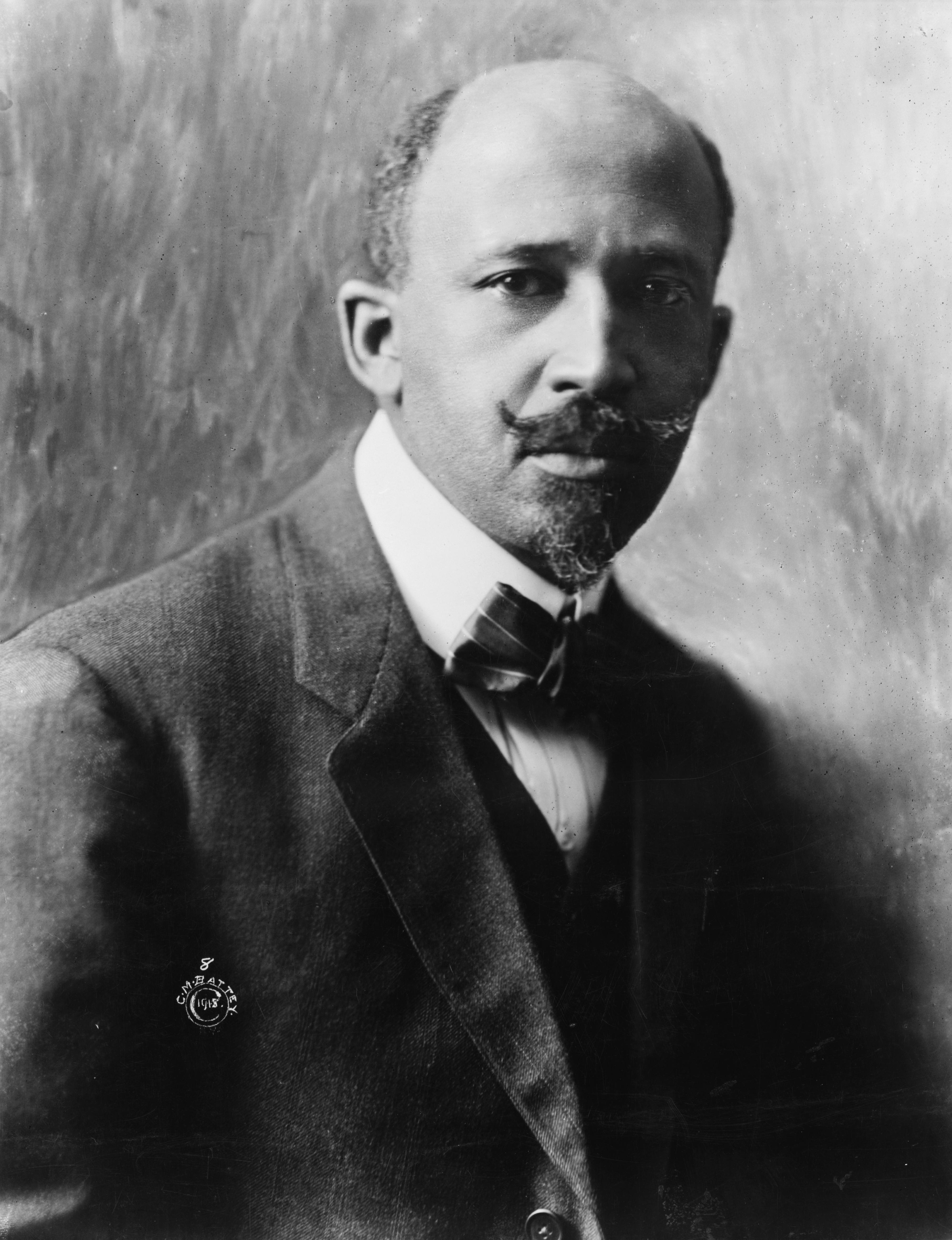
W. E. B. Du Bois

In ihrer Zeit in Washington begann sie vermehrt Gedichte und kurze Geschichten zu schreiben. Als Quelle ihrer Inspiration nannte sie ein Gedicht von William Stanley Braithwaite, in dem ein Kind sich um eine Rose kümmert. Sie begann auch, Liedtexte und Theaterstücke zu schreiben, unterrichtete Musik und spielte in ihrer Pfarrgemeinde Orgel.

### Lyrik
Insgesamt publizierte Douglas Johnson vier Lyrikbände. Der erste hieß The Heart of a Woman (1916). Ihre Gedichte werden allgemein als „feminin“ oder „ladylike“ beschrieben, sie tragen generische Titel wie Faith, Youth und Joy. Eine Reihe ihrer Gedichte erschien in der Zeitschrift The Crisis, herausgegeben von der National Association for the Advancement of Colored People und begründet von W. E. B. Du Bois. Das Lyrikstück Calling Dreams wurde in der Januar-1920-Ausgabe veröffentlicht, Treasure im Juli 1922 und To Your Eyes im November 1924.

### Dramen
Johnson schrieb 28 Theaterstücke. Das Drama Plumes wurde unter dem Künstlernamen John Temple veröffentlicht. Eine Reihe ihrer Theatertexte wurde – wegen ihrer Rasse und ihres Geschlechts – nie gedruckt. Einige ihrer Stücke entdeckte schließlich Akasha Gloria Hull wieder. Ihre Dramen können in vier Kategorien eingegliedert werden: „Primitive Life Plays“, „Plays of Average Negro Life“, „Lynching Plays“ und „Radio Plays“. 1926 erhielt Douglas Johnson beim Opportunity Drama Contest eine ehrenwerte Erwähnung für ihren Einakter Blue Blood. Mit dem Stück Plumes gewann sie diesen Wettbewerb im Jahr 1927. Douglas Johnson war eine der wenigen Frauen, deren Theatertexte in Alain Lockes Anthologie Plays of Negro Life: A Source-Book of Native American Drama veröffentlicht wurden. Einige ihrer Stücke sind verloren gegangen, zehn Typoskripte ihrer Dramen sind in akademischen Institutionen der Vereinigten Staaten erhalten.

## Literarischer Salon

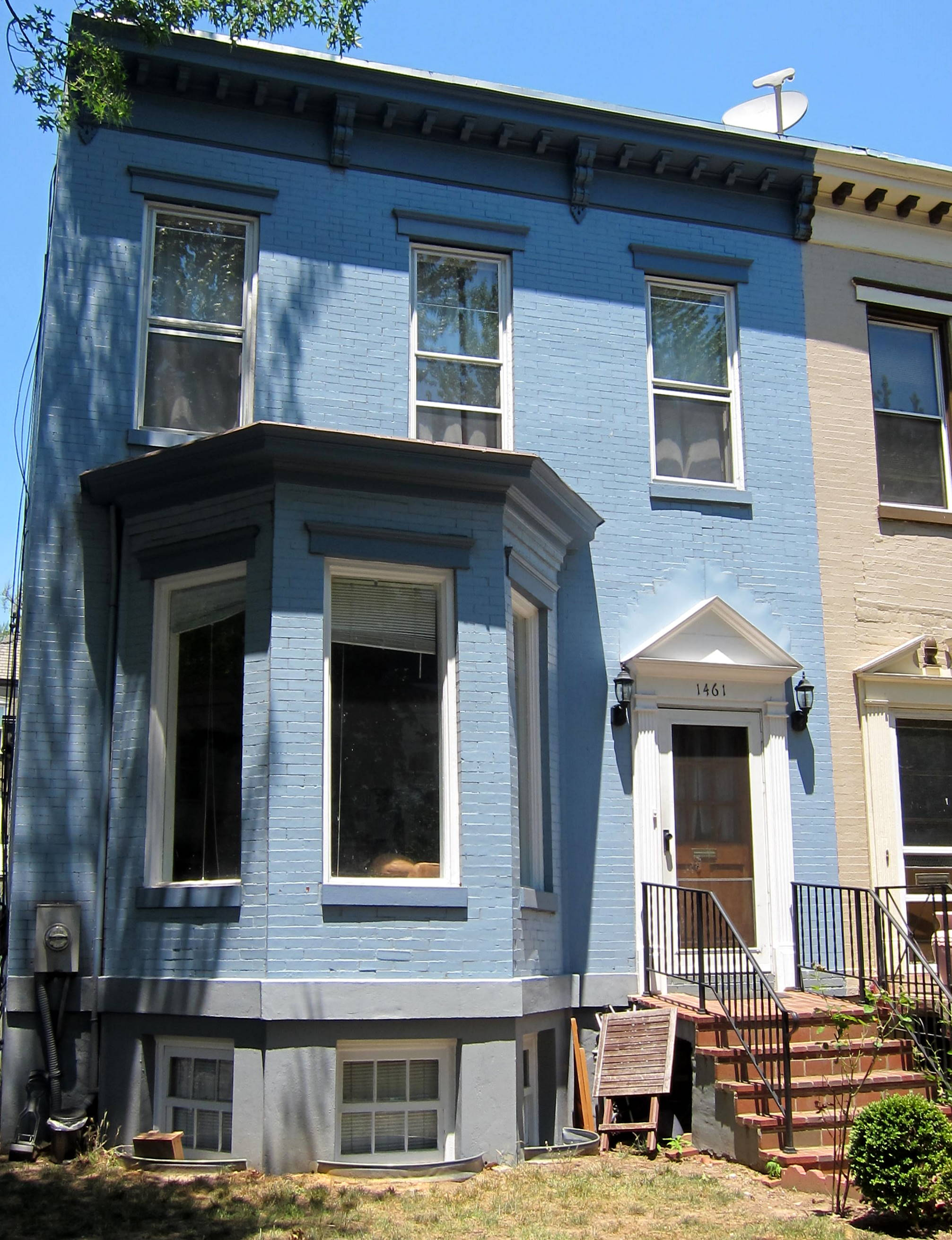
1461 S Street NW

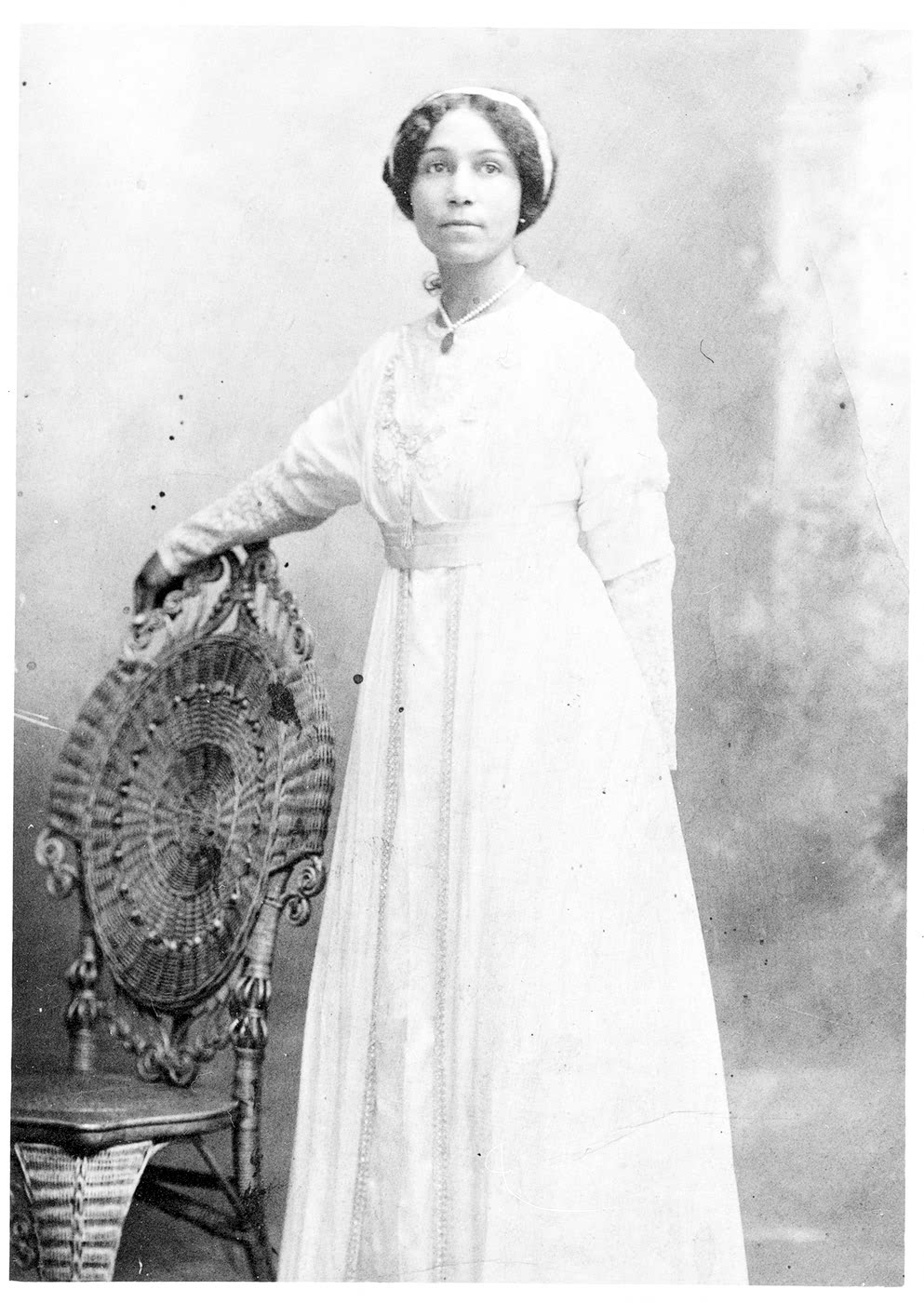
Anne Spencer

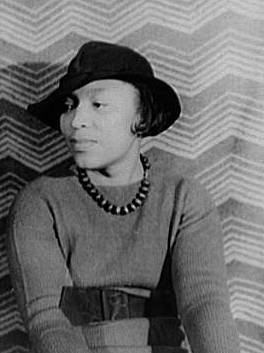
Zora N. Hurston

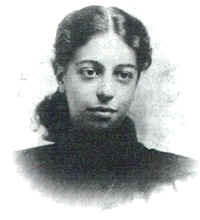
Angelina Weld Grimké

Bald nach dem Tod ihres Ehemanns im Jahr 1925 begann die Schriftstellerin, ihre Freunde, Autorenkollegen, Künstler und Wissenschaftler in ihr Haus 1461 S Street Northwest in Washington einzuladen. Rasch etablierte sich das Treffen der Vertreter der Harlem Renaissance am Samstagabend als einer der berühmtesten literarischen Salons, genannt Saturday Salon oder auch S Street Salon. Die Institution sollte über vierzig Jahre bestehen. Prominente afroamerikanische Schriftsteller präsentierten dort regelmäßig ihre neuesten Arbeiten und stellten sie in freundschaftlicher Atmosphäre zur Diskussion.
Das Gebäude, 1880 im Italianate-Stil errichtet, liegt im Bezirk Logan Circle im Nordwesten der Bundeshauptstadt Washington und wurde 1998 als Bedeutende Liegenschaft in das Nationale Verzeichnis historischer Stätten eingetragen. Es gehörte 2013 zum African American Heritage Trail der Bundeshauptstadt.
Georgia Douglas Johnson nannte ihr Haus ironisch ein halfway house, so nennt man in den Vereinigten Staaten Resozialisierungseinrichtungen für Strafgefangene. Die Gastgeberin war berühmt dafür, all jenen, die weder Geld noch Unterkunft hatten, einen Platz zum Schlafen anzubieten und in ihrem Salon eine Atmosphäre zu schaffen, in der „man offen und frei Politisches und Persönliches diskutieren“ konnte.
Namhafte Gäste des S Street Salons waren unter anderen:
- Lewis Grandison Alexander (1900–1945), Schriftsteller, Schauspieler und Kostümbildner
- Gwendolyn Bennett (1902–1981), Schriftstellerin
- Marita Bonner (1899–1971), Schriftstellerin
- Countee Cullen (1903–1946), Schriftsteller
- Clarissa Scott Delaney (1901–1927), Lehrerin, Sozialarbeiterin und Schriftstellerin
- Jessie Redmon Fauset (1882–1961), Schriftstellerin und Herausgeberin
- Angelina Weld Grimké (1880–1958), Lehrerin, Journalistin und Schriftstellerin, eine enge Freundin der Gastgeberin
- Langston Hughes (1902–1967), Schriftsteller und Sozialaktivist, Autor des Gedichts I, Too, Sing America
- Zora Neale Hurston (1891–1960), Folkloristin und Schriftstellerin
- Alain Locke (1886–1954), Philosoph, Hochschullehrer und Herausgeber mehrerer Anthologien zur Harlem Renaissance
- Kelly Miller (1863–1939), Mathematiker, Soziologe und Essayist

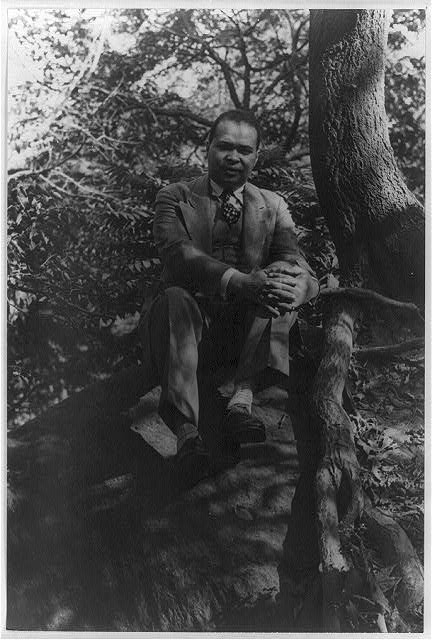
Countee Cullen

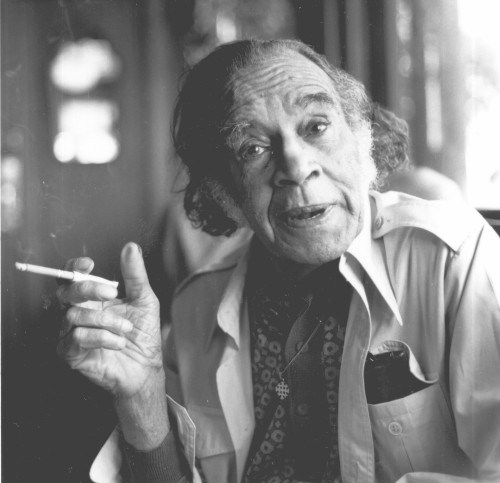
Richard Bruce Nugent

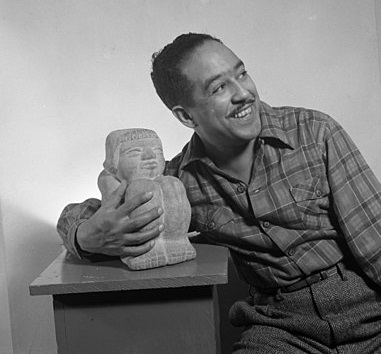
Langston Hughes

- May Miller (1899–1995), Schriftstellerin
- Richard Bruce Nugent  (1906–1987), Maler, Schriftsteller und Schauspieler
- Esther Popel (1896–1958), Lehrerin, Lektorin und Schriftstellerin
- Willis Richardson (1889–1977), Dramatiker
- Anne Spencer (1882–1975), Schriftstellerin und Aktivistin
- Eulalie Spence (1894–1981), Lehrerin, Dramatikerin, Regisseurin und Schauspielerin
- Jean Toomer (1894–1967), Schriftsteller
- Edward Christopher Williams (1871–1929), Bibliothekar und Schriftsteller

## New Negro Movement
Das New Negro Movement, wie die Gruppe der Harlem Renaissance damals weitgehend genannt wurde, sah Bildung, Wissen und Selbstbehauptung als Grundvoraussetzungen für Emanzipation und Gleichstellung der afroamerikanischen Bevölkerungsgruppe an, diskutierte aber auch Fragen der Diskriminierung, der Religion und der Familienstruktur, vor allem aber die Armutsfrage.
Kaum beschrieben und weitgehend verdrängt wurden und werden jedoch die sexuelle Orientierung zahlreicher Vertreter der Harlem Renaissance, der schwulen und lesbischen Netzwerke, die im S Street Salon geknüpft wurden, sowie deren literarische und politische Konsequenzen. Zwar ist die Bisexualität von Alice Dunbar-Nelson und die lesbische Orientierung von Angelina Weld Grimké ausführlich dokumentiert und beschrieben, unter anderem von Akasha Gloria Hull, doch wie stark das Black Feminist Movement von den gleichgeschlechtlichen Tendenzen seiner frühen Protagonistinnen Jessie Redmon Fauset, Zora Neale Hurston, Georgia Douglas Johnson geprägt wurde, ist nach wie vor unerkundet.
Unter den männlichen Protagonisten der Bewegung und Gästen des Literarischen Salons von Douglas Johnson waren überwiegende Schwule und Bisexuelle – Alain Locke, Countee Cullen, Langston Hughes, Claude McKay, Wallace Thurman, Richard Bruce Nugent, und auch der weiße Förderer der Bewegung, Carl Van Vechten.

## Ehrung
Im September 2009 wurde die Aufnahme von Georgia Douglas Johnson in die Georgia Writers Hall of Fame bekannt gegeben.

## Bedeutende Werke
| Gedichte - The Heart of a Woman (1916) - Bronze (1922) - An Autumn Love Cycle (1928) - Share My World (1962) |  | Theaterstücke - Blue Blood (1926) - Plumes (1927) - Frederick Douglass (1930s) - Paupaulekejo (1926) - Starting Point (1930s) - A Sunday Morning in the South (1925) - And Yet They Paused (1938) - A Bill to Be Passed (1938) |

## Werkausgaben (Auswahl)
- The selected works of Georgia Douglas Johnson, hg. von Claudia Tate, University of Michigan/G.K. Hall, 1997, ISBN 978-0-7838-0038-7, 448 Seiten.
- The Plays of Georgia Douglas Johnson, From the New Negro Renaissance to the Civil Rights Movement, hg. und mit einem Vorwort von Judith L. Stephens, Urbana and Chicago: University of Illinois Press, 2005, ISBN 978-0-252-07333-5, 200 Seiten.

## Anthologien und Sekundärliteratur
- Harold Bloom (Hrsg.): Black American Women Poets and Dramatists, New York: Chelsea House, 1996.
- Countee Cullen (Hrsg.): Caroling Dusk: An Anthology of Verse by Negro Poets, New York: Harper and Brothers, 1927.
- Gloria T. Hull: Color, Sex, and Poetry: Three Women Writers of the Harlem Renaissance, Bloomington: Indiana University Press, 1987.
- Ann Allen Shockley: Afro-American Women Writers 1746-1933: An Anthology and Critical Guide, New Haven: Meridian Books, 1989. ISBN 0-452-00981-2.
- Margaret Busby (Hrsg.), Daughters of Africa: An International Anthology of Words and Writings by Women of African Descent from the Ancient Egyptian to the Present, London: Jonathan Cape, 1992, ISBN 978-0-224-03592-7

Artikel
- C. C. O’Brien: Cosmopolitanism in Georgia Douglas Johnson’s Anti-Lynching Literature. In: African American Review, Vol. 38, No. 4, (Winter 2004), S. 571–587
- Judith Stephens: 'And Yet They Paused' and 'A Bill to Be Passed': Newly Recovered Lynching Dramas by Georgia Douglas Johnson. In: African American Review 33 (Autumn 1999), S. 519–522.